# Midzjor
Midzjor (bulgariska: Миджор) är ett berg i Bulgarien, på gränsen till Serbien. Det ligger i den västra delen av landet, 90 km nordväst om huvudstaden Sofia. Toppen på Midzjor är 2 169 meter över havet.
Terrängen runt Midzjor är kuperad söderut, men norrut är den bergig. Midzjor är den högsta punkten i trakten. Runt Midzjor är det ganska tätbefolkat, med 83 invånare per kvadratkilometer.. Närmaste större samhälle är Tjiprovtsi, 16,5 km öster om Midzjor. 
Omgivningarna runt Midzjor är en mosaik av jordbruksmark och naturlig växtlighet.